# James Johnson

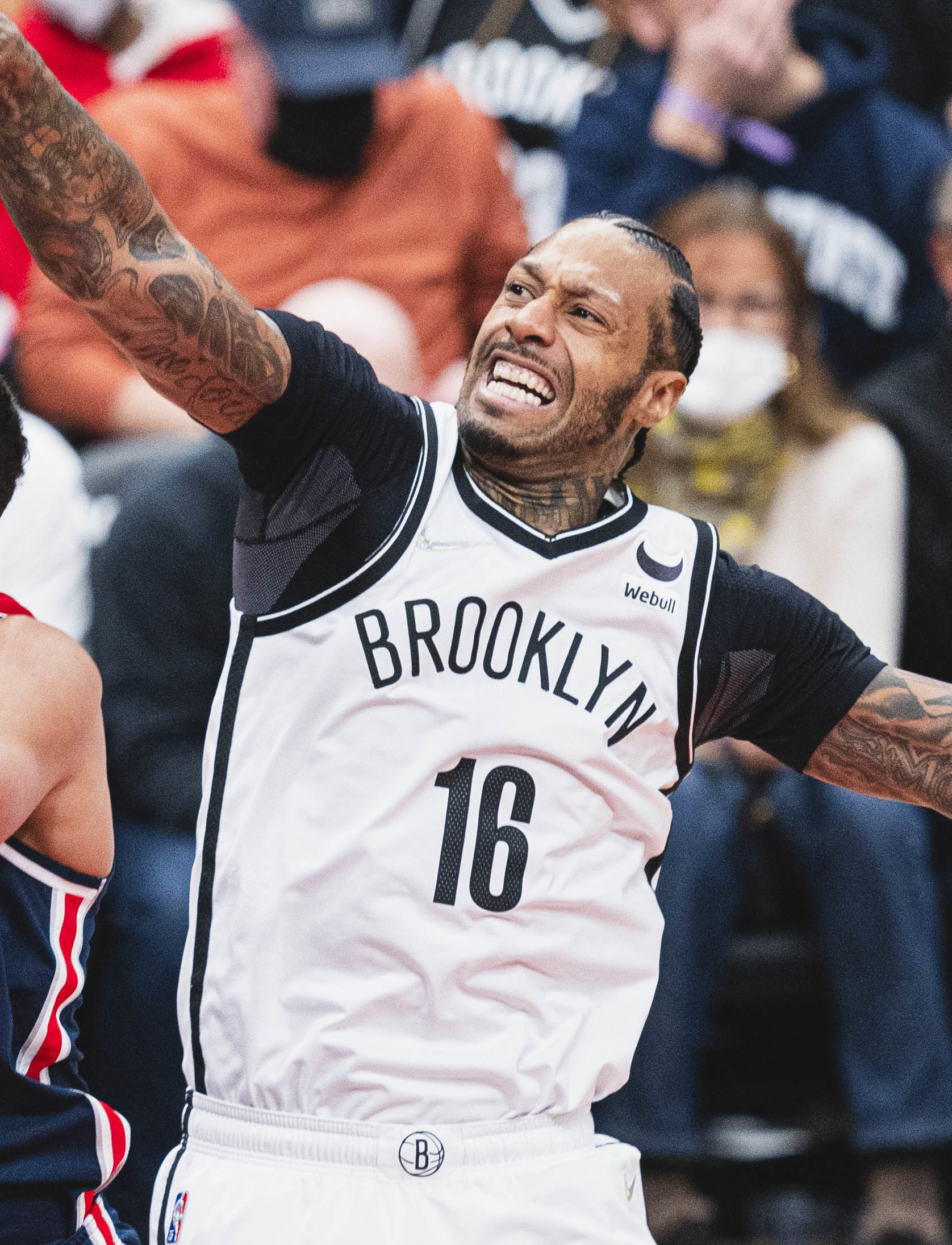
James Johnson, 2022.

James Patrick Johnson, född 20 februari 1987 i Cheyenne i Wyoming, är en amerikansk professionell basketspelare (PF/SF) som spelar för Indiana Pacers i National Basketball Association (NBA). Han har tidigare spelat för Chicago Bulls, Toronto Raptors, Sacramento Kings, Memphis Grizzlies, Miami Heat, Minnesota Timberwolves, Dallas Mavericks, New Orleans Pelicans och Brooklyn Nets.
Johnson draftades av Chicago Bulls i första rundan i 2009 års draft som 16:e spelare totalt.
Innan han blev proffs studerade Johnson på Wake Forest University och spelade för deras idrottsförening Wake Forest Demon Deacons.